# Тинга
Тинга (настоящее имя Пауло Сезар Фонсека ду Насименто порт.-браз. Paulo César Fonseca do Nascimento (Tinga); род. 13 января 1978[…], Порту-Алегри, Риу-Гранди-ду-Сул) — бразильский футболист, полузащитник оборонительного плана.

## Карьера
В прошлом игрок сборной Бразилии. Наибольшую известность получил выступая за бразильские клуба родного города — «Гремио» (обладатель Кубка Бразилии 2001) и «Интернасьонал» (победитель Кубка Либертадорес 2006). Выступал также за немецкий клуб «Боруссия» (Дортмунд).
В 2010 году вернулся в «Интернасьонал» на стадии полуфинала Кубка Либертадорес. Играл в основе «Интера» в ответном финальном матче против «Гвадалахары» и стал одним из лучших игроков встречи. «Интернасьонал» во второй раз в своей истории завоевал главный южноамериканский трофей, а Тинга стал причастен к обеим победам, несмотря на 4-летний вояж в Германию.
В конце мая 2012 года Тинга перешёл в «Крузейро», с которым в конце следующего года стал победителем чемпионата Бразилии.

## Достижения
- Чемпион Бразилии (2): 2013, 2014
- Обладатель Кубка Бразилии (2): 1997, 2001
- Обладатель Кубка Юга: 1999
- Чемпион штата Минас-Жерайс: 2014
- Чемпион штата Риу-Гранди-ду-Сул (5): 1999, 2001, 2005, 2011, 2012
- Обладатель Кубка Либертадорес (2): 2006, 2010
- Обладатель Рекопы Южной Америки: 2011